# 小國狂二
小國 狂二（おぐに きょうじ、1903年8月15日 - 1970年代）は、日本の映画監督、脚本家、スクリプター、劇作家、演出家、小説家である。新漢字表記小国 狂二。本名山田 常次（やまだ つねじ）、あるいは小国 常次（おぐに つねじ）。一時的に小国 京二とクレジットされることもあり、別筆名に琴代 京平（ことしろ きょうへい）、小国 常次（おぐに じょうじ）がある。

## 人物・来歴

### 帝国キネマの小國狂二
1903年（明治36年）8月15日、兵庫県神戸市に生まれる。『日本映画監督全集』（キネマ旬報社）を執筆した岸松雄によれば、生年は1905年（明治38年）説もあるといい、本名については、『日本映画俳優名鑑 昭和四年版』（映画世界社）に「本名も同じく小國狂二」とあるように、従来それが本名とされていたものを岸は否定し、「山田 常次」であるとした。『放送年鑑 ラジオ・テレビのすべて 1965』（日本放送作家協会）、『文化人名録 第19版 著作権台帳』（日本著作権協議会）、いずれの「琴代 京平」の項目においても、「小国 常次」が併記されているが、岸によればそれはべつの筆名であるという。『文藝年鑑』（日本文藝家協会、1978年）によれば、琴代京平の本名は「小国 常次」であるという。
旧制中学校を卒業後、関西学院（現在の関西学院大学）に進学するが、1922年（大正11年）、同学を中途退学する。新劇の劇団に参加し、座付作者として活動を始める。マキノ・プロダクションと提携関係にあった実川延松の延松映画が製作し、1926年（大正15年）3月19日に公開された『怪刀乱舞』にオリジナルシナリオが採用された記録がある。同年、 帝国キネマ演芸芦屋撮影所脚本部に入社する。1928年（昭和3年）には同社を退社、谷崎十郎が主宰する奈良のヤマト映画製作所で、『因果かづら』と『否通魔』を監督したが、同年4月には帝国キネマ演芸に復帰している。
1932年（昭和7年）には、京都の東活映画社脚本部に入社、脚本を量産するが、同社は同年10月に解散している。

### ムーランルージュの琴代京平
1935年（昭和10年）3月14日に公開された『召集令』（監督・脚色渡辺邦男）には「記録」（スクリプター）としてクレジットされており、当時は、東京に移住して、同作を製作した日活多摩川撮影所で同様の仕事をしていたと推測される。1938年（昭和13年）ころには、小沢不二夫の紹介でムーランルージュ新宿座文芸部に参加、同年2月17日には『赤煉瓦の夢』、1939年（昭和14年）9月12日には『裏町株式街』、1940年（昭和15年）9月21日、『福松造船所』を「琴代 京平」の名で作・演出している。このムーランルージュの時代、同年1月15日に大都映画が製作・配給して公開したトーキー『新家庭防空読本 新婚爆撃隊』（監督山内俊英）、同じく1942年（昭和17年）1月7日に公開された 『疾風馬車』（監督・脚色小崎政房）にオリジナルシナリオや原作が採用されている。早稲田大学坪内博士記念演劇博物館には、執筆年代が不明であるが琴代の名で署名された『天才小役一家』、『守錢奴外道 四景』、『巷の相剋 三景』、『春暦 四景』、『模範工場顛末 四景』、『裸の村 三景』、『しぐれの街』の7篇の謄写版台本を所蔵している。
第二次世界大戦終了後も、ひきつづき新宿ムーランルージュで自作の戯曲を演出している。1960年（昭和35年）2月2日から同年4月5日にかけて10話連続で放映されたテレビ映画『江戸の影法師』（原作寿々喜多呂九平、フジテレビジョン）の脚本を「琴代京平」の名で手掛けている。1966年（昭和41年）5月15日に死去した小沢不二夫を偲ぶ会が、その後まもなく開かれ、小国（琴代）はこれに列席しており、そこで再会した岸によれば、当時60代の小国は、東京都小金井市の「小金井市公会堂」（2006年3月閉館）で事務の仕事をしていたという。1960年代には東京都世田谷区大原町（現在の同区大原）に居を構え、やがて府中市北山町に転居、さらに杉並区下高井戸へ転居、晩年を過ごしたとされる。岸によれば、同所に転居した後の1970年代後半のある時期に死去した。没年不詳。

## フィルモグラフィ
クレジットは特筆以外すべて「脚本」である。公開日の右側には脚本を含む脚本以外のクレジットがなされた場合の職名、および東京国立近代美術館フィルムセンター（NFC）、マツダ映画社所蔵等の上映用プリントの現存状況についても記す。同センター等に所蔵されていないものは、とくに1940年代以前の作品についてはほぼ現存しないフィルムである。資料によってタイトルの異なるものは併記した。

### 初期
すべてサイレント映画である。
- 『怪刀乱舞』 : 監督芝一美、主演実川延松、製作延松映画、配給マキノプロダクション、1926年3月19日公開 - 原作・脚本
- 『人生乱舞』 : 主演片岡時次郎、製作・配給不明、製作時期不明 - 監督、6分の断片が現存（マツダ映画社所蔵[13]）

### 帝国キネマ演芸芦屋撮影所
特筆以外すべて製作は「帝国キネマ芦屋撮影所」、配給は「帝国キネマ演芸」、すべてサイレント映画である。
- 『国定忠次江戸入』 : 監督山下秀一、原作市村房子、主演明石緑郎、1926年7月13日公開
- 『梅川忠兵衛』 : 監督山下秀一、主演松本田三郎・柳まさ子、1926年8月4日公開
- 『密使と渡し守』 : 監督山下秀一、主演中村翫暁、1926年8月19日公開 - 原作・脚本
- 『別れの浜唄』 : 監督大森勝、主演松本泰輔、1926年9月15日公開 - 原作・脚本
- 『剣魔』 : 監督唐沢弘光、主演明石緑郎、1926年9月30日公開 - 原作・脚本
- 『志良野』（『侠雄志良野』[7]） : 監督山下秀一、原作江戸門露須丹、主演明石緑郎、1926年11月26日公開
- 『治兵衛と小春』 : 監督佐藤喜一路（佐藤樹一路）、主演松本田三郎、1927年1月9日公開
- 『恋地獄』 : 監督佐藤樹一路、主演明石緑郎、1927年5月15日公開 - 原作・脚本
- 『剣雄』 : 監督唐沢弘光、主演松本田三郎・久野あかね、1927年製作・公開 - 原作
- 『小半と惣七』 : 監督佐藤樹一路、主演松本田三郎・久野あかね、1927年製作・公開 - 原作・脚本
- 『小鳥で儲けて』 : 監督松本英一、原作中元俊一、主演高津愛子、1927年5月21日公開
- 『小金井小次郎』 : 監督渡辺新太郎、原作丘新太郎、主演明石緑郎・千草香子、1927年5月28日公開
- 『恋の英雄』 : 監督深川ひさし、主演里見明・柳まさ子、1927年11月20日公開
- 『モダンガール』 : 監督深川ひさし、主演鈴木信子・花田章、1927年製作・公開 - 原作・脚本

- 『因果かづら』 : 主演谷崎十郎、製作・配給ヤマト映画製作所、1928年製作・公開 - 監督[1]
- 『否通魔』 : 撮影下村健二、主演谷崎十郎、製作・配給ヤマト映画製作所、1928年1月15日公開 - 原作・脚本・監督

### 帝国キネマ演芸
すべて製作は「帝国キネマ小坂撮影所」、配給は「帝国キネマ演芸」、すべてサイレント映画である。
- 『親馬鹿』 : 原作・脚本紅谷香之助、主演藤間林太郎・高津愛子、1928年11月3日公開 - 監督
- 『日米親善』 : 原作・脚本紅屋香之助（紅谷香之助）、主演小島洋々、1928年12月15日公開 - 監督
- 『快兇刃 第一篇 暗の声』 : 脚本小国比沙志、原作不言行人、主演市川百々之助・千草香子、1928年製作・公開 - 監督、『怪凶刃』の題で1分の断片が現存（NFC所蔵[9]）
- 『怪兇刃 第二篇 恐怖の京洛篇』 : 監督深川ひさし、原作不言行人、主演市川百々之助、1928年3月21日公開 - 脚色[7]
- 『怪兇刃 第三篇 二人の覆面篇』 : 原作不言行人、主演市川百々之助、1928年3月28日公開 - 脚色・監督[7]
- 『怪兇刃 第四篇 風前の灯篇』 : 監督渡辺新太郎、原作不言行人、主演市川百々之助、1928年4月25日公開 - 脚色[7]
- 『怪兇刃 第五篇 生死の岐路篇』 : 監督江後岳翠、原作不言行人、主演市川百々之助、1928年5月1日公開 - 脚色[7]
- 『怪兇刃 第六篇 神変鬼没の巻』（『怪兇刃 第六篇 神変鬼没篇』[7]） : 原作不言行人、主演市川百々之助、1928年5月8日公開 - 脚色・監督、1分の断片が現存（大阪芸術大学所蔵[14]）
- 『巡礼殺し』 : 監督矢内政治、主演明石緑郎・松枝鶴子、1929年3月22日公開 - 原作
- 『涙の悲曲』 : 主演杉村チエ子・金沢美都子、1929年4月3日公開 - 脚本・監督
- 『食客奮闘記』[6][7]（『珍客奮戦記』[1]） : 原作・脚本阪本長郎、主演小島洋々・歌川八重子、1929年6月26日公開 - 監督

### 東活映画
すべて製作・配給は「東活映画社」、すべてサイレント映画である。
- 『暗黒街の英雄』 : 監督石原英吉、原作・主演東郷久義、1932年2月14日公開
- 『忠烈肉弾三勇士』 : 監督古海卓二、製作・原作若木剛、主演葉山隆一、1932年3月6日公開
- 『戦線黎明の号破』 : 監督金田繁、主演阿部九州男、1932年4月8日公開 - 原作・脚本
- 『凱旋』 : 監督安藤太郎、主演里見明、1932年4月8日公開 - 原作・脚本（「小国京二」名義）
- 『道中評判影法師』 : 監督古海卓二、主演阿部九州男・木下双葉、1932年5月6日公開
- 『無念流命の安売』 : 監督下村八郎、原作関林三郎、主演南光明・五十鈴桂子、1932年5月22日公開 - 脚本（「小国京二」名義）
- 『黒い旋風』 : 監督井出錦之助、原作藤本憲、主演青木繁・小川雪子、1932年5月29日公開 - 脚本（「小国京二」名義）
- 『元禄染曾我兄弟』（『元禄曾我兄弟』[7]） : 監督豊永大蔵（丘虹二）、主演片岡鶴太郎、1932年6月20日公開 - 原作・脚本（「小国京二」名義）
- 『決戦荒神山』（1935年改題『荒神山』[7]） : 監督金田繁・大伴麟三、主演月形龍之介、製作東活映画社、配給宝塚キネマ興行、1932年12月31日公開 - 原作・脚本（「小国京二」名義）
- 『荒神山』（上記『決戦荒神山』の改訂版） : 監督後藤岱山、主演月形龍之介、製作モリモト（森本登良男）、配給会社不明、1935年2月8日公開 - 脚本（「小国京二」名義）[7]

### フリーランス
- 『召集令』 : 監督・脚色渡辺邦男、原作東家楽燕、主演中田弘二、製作日活多摩川撮影所、配給日活、部分発声版、1935年3月14日公開 - 記録[8]
- 『新家庭防空読本 新婚爆撃隊』 : 監督山内俊英、主演津島慶一郎・松風千枝子、製作・配給大都映画、トーキー、1940年1月15日公開 - 原作・脚本
- 『疾風馬車』 : 監督・脚色小崎政房、主演水原洋一・橘喜久子、製作・配給大都映画、トーキー、1942年1月7日公開 - 原作（「琴代京平」名義）[7]
- 『江戸の影法師』 : 監督不明、原作寿々喜多呂九平、主演月田昌也、製作・放映フジテレビジョン、連続テレビ映画、1960年2月2日 - 同年4月5日放映 - 脚本（「琴代京平」名義）[11]